# Tyrannochthonius japonicus
Tyrannochthonius japonicus är en spindeldjursart som först beskrevs av Edvard Ellingsen 1907.  Tyrannochthonius japonicus ingår i släktet Tyrannochthonius och familjen käkklokrypare.

## Underarter
Arten delas in i följande underarter:
- T. j. dogoensis
- T. j. japonicus